# Leonhard Ruben
Leonhard Ruben SJ/OSB (auch: Leonard Ruben; * 7. Mai 1551 in Essen; † 15./16. Oktober 1609 in Paderborn) war Jesuit und späterer Abt des Benediktinerklosters Abdinghof in Paderborn.

## Leben
Aufgewachsen in einer tief im Katholizismus verwurzelten Familie, besuchte Ruben zunächst das unter dem Einfluss der Jesuiten stehende Gymnasium seiner Geburtsstadt. Als der Protestantismus in Essen weiter fortschritt, wechselte er an die „Schola Apostolica“ in Nimwegen, wo er wahrscheinlich dem berühmten deutschen Jesuiten Petrus Canisius begegnet ist, der aus Nimwegen stammte und an der Schule mehrmals predigte.
Nachdem Leonhard Ruben an das Jesuitenkolleg Köln gewechselt war, trat er am 4. August 1566 den Jesuiten bei. Sein erstes Gelübde legte Ruben 1567 ab. Es folgte das Studium der Philosophie in Mainz ab 1569, wo er 1572 auch promoviert wurde.
Im gleichen Jahr wurde er Lehrer und Prediger am Jesuitengymnasium Fulda. Am 5. Juni 1574 empfing er seine Priesterweihe in Würzburg. 1580 wurde Ruben Domprediger in Paderborn, gegen den Widerstand der mehrheitlich protestantischen Bevölkerung. Zwei Jahre später kehrte er nach Fulda zurück, weil die Situation in Paderborn seine Arbeit unmöglich machte. Im Jahr 1584 begab Leonhard Ruben sich auf eine Missionsreise von Mainz kommend über Olmütz und Krakau nach Riga. Dort wurde er zum Rektor des Kollegs ernannt. Auch hier herrschten schwierige Verhältnisse für die Jesuiten. Sie standen unter dem Schutz des Königs Stephan Báthory. Als dieser jedoch starb, mussten die Jesuiten 1586 nach Braunsberg (Ostpreußen) flüchten. 1587 wurde Ruben Vicerektor in Klausenburg, wurde hier aber ebenso vertrieben. Er konnte nochmals nach Riga zurückkehren, musste 1589 jedoch erneut flüchten. Im Folgejahr war er als Studienpräfekt, Beichtvater und außerordentlicher Prediger in Wien tätig, 1591 als Leiter des Priesterseminars Olmütz.
Nach diesen langen Reisen wurde Leonhard Ruben der Missionarstätigkeit müde und bat um die Entlassung aus dem Jesuitenorden, um dem Benediktinerorden beitreten zu können. Dies wurde ihm gewährt, sodass er 1595 in die Benediktinerabtei Groß St. Martin in Köln unter Abt Balthasar a Bree eintreten konnte. Nach einer Reise durch Italien legte er das feierliche Gelübde ab und übernahm die Ausbildung junger Mönche. Hier begann er auch mit seinem dreibändigen Bibellexikon „Thesaurus biblicus“. Ab 1598 war er zusätzlich an der Universität Köln tätig. Für die Bursfelder Kongregation wurde er auf Wunsch seines Abtes tätig.
Am 27. April 1598 wurde Leonhard Ruben zum neuen Abt des Benediktinerklosters Abdinghof gewählt. Am 28. September 1602 folgte seine Wahl zum Präsidenten der Bursfelder Kongregation auf Lebenszeit. Unter seiner Führung erfuhr die Kongregation eine neue Blüte. 1607 wurde unter ihm das Bursfelder Brevier verfasst, das der Papst zwar nicht approbierte, aber bis 1649 in Gebrauch war.
Leonhard Ruben erlitt während einer Visitation der Benediktinerabtei Iburg einen Schlaganfall am 15. Oktober 1609. Zwar erreichte er noch das Kloster Abdinghof, verstarb dort aber wenig später.

## Familie
Ruben wurde als einziger Sohn des Kaufmanns und Apothekers Johann Ruben und dessen Frau Agnes geboren. Dies jedenfalls wird aus der Tatsache geschlussfolgert, dass er den gesamten Besitz seiner Eltern erbte, obwohl er Mönch war. Überliefert ist hingegen die Existenz einer Schwester.

## Werke
- dreibändiger Thesaurus biblicus (1596–1604), dieses Werk wurde nicht gedruckt
- De falsis Prophetis & lupis rapacibus, Paderborn 1600 bei Matthäus Pontanus gedruckt (Digitalisat)

## Nachlass
Leonhard Ruben hat dem Kloster Abdinghof eine Reihe handschriftlich erhaltener Komödien und Tragödien hinterlassen, die er wahrscheinlich auf seinen Reisen gesammelt hat. Einen Nachweis, dass die Stücke in Paderborn gespielt worden sind, gibt es jedenfalls nicht, auch wenn hier Aufführungen von Jesuiten und Schülern (sog. Jesuitentheater) üblich waren. Es gibt jedoch Nachweise von Aufführungen in Olmütz und Wien zu der Zeit, als er dort tätig war. Die Handschriften befinden sich heute in der Erzbischöflichen Akademischen Bibliothek Paderborn unter der Kodex Vva. 5.